# Bataille de Mansfield
Guerre de Sécession
Batailles
Campagne de la Red River
- Fort De Russy
- Mansfield
- Pleasant Hill
- Blair's Landing
- Monett's Ferry
- Mansura
- Yellow Bayou

La bataille de Mansfield (également connue sous le nom de bataille du carrefour des routes de la rivière Sabine), a eu lieu le 8 avril 1864, dans la paroisse de De Soto, en Louisiane, pendant la guerre de Sécession. Il s'agit d'une victoire décisive des confédérés, qui stoppent l'avance de l'armée de l'Union vers la rivière Rouge du Sud.

## Contexte
Au cours de la seconde moitié de mars 1864, une expédition conjointe entre l'armée nordiste et l'US Navy, dirigée par le major-général Nathaniel Prentice Banks, remonte la Red River dans le but de défaire les forces confédérées de Louisiane et s'emparer de la ville de Shreveport. Le 1er avril, les forces nordistes avaient occupé Natchitoches. Alors que les canonnières de la flotte qui accompagne l'expédition continuent à remonter la rivière, la principale force d'infanterie suit la route intérieure vers Mansfield, où les forces nordistes savent que leur adversaire a concentré ses troupes.

## La bataille
Le major-général Richard Taylor, qui commande les forces confédérées en Louisiane, a reculé jusqu'à la Red River afin de rester en liaison avec des renforts venus du Texas et de l'Arkansas. Taylor choisit une clairière à quelques kilomètres au sud de Mansfield, où il prend position pour faire face aux Nordistes. Pendant plus de deux heures, les adversaires se font face autour de cette clairière. Les Confédérés disposent de forces importantes appuyées par des renforts venus du Texas et du Missouri, tandis que les forces de l'Union attendent des renforts qui arriveront trop tard pour infléchir le cours les combats de l'après-midi.
L'armée confédérée se dispose sur une seule ligne : l'ancienne brigade du général louisianais Alfred Mouton sous les ordres du général Camille de Polignac au centre, les cavaliers démontés du général Majors sur l'aile gauche, la cavalerie commandée par le colonel Xavier Debray sur l'aile droite. Les troupes de l'Union arrivent en colonne. Sur une colline très escarpée, la batterie de l'Union Nims est mise en position. Les hommes du brigadier général Cameron tentent de renforcer la ligne de l'Union qui s'effondre vers 17 heures, mais sont contraints de reculer quand elle se brise finalement vers 18 heures,.
Taylor envoie sa cavalerie pour harceler l'avant-garde nordiste qui s'approche, puis envoie ses divisions d'infanterie à l'assaut.  Les troupes confédérées doivent franchir un ravin et passer une barrière. Elles parviennent à mettre en déroute la batterie de l'Union. Le général Mouton enfonce les lignes ennemies à la tête de la cavalerie des Confédérés en Louisiane. Il sera tué pendant une charge. Malgré sa mort, les forces confédérées, supérieures en nombre, finissent par remporter la victoire et poursuivent les soldats de l'Union qui battent en retraite.